# Ouvrage du Cap-Martin
L'ouvrage du Cap-Martin, appelé aussi ouvrage de Cap-Martin, est une fortification faisant partie de la ligne Maginot alpine, située sur la commune de Roquebrune-Cap-Martin, dans le département des Alpes-Maritimes.
Il s'agit du dernier ouvrage à l'extrémité sud de la ligne, avec la mer Méditerranée en contrebas. Le site fortifié du cap Martin protégeait le reste du territoire français d'une invasion italienne passant par la route littorale et la ville de Menton, en croisant ses tirs avec ceux de l'ouvrage de Roquebrune.
Lors des combats de juin 1940, l'ouvrage tira sur Menton, interdisant le passage aux troupes italiennes, mais fut lui-même largement bombardé.

## Description
L'ouvrage a été construit dans la partie méridionale de la commune de Roquebrune-Cap-Martin, à environ 27 mètres d'altitude, sur le versant oriental du cap Martin dont la crête atteint 74 mètres juste au sud-sud-ouest de l'ouvrage. Cette position à mi-pente lui offre des vues sur la baie, le quartier de Carnolès et l'agglomération de Menton, mais l'expose aux tirs d'artillerie venant de l'est.

### Position sur la ligne
L'ouvrage avait pour but de défendre le territoire français contre l'armée italienne, débouchant de Menton. La partie la plus méridionale de la ligne Maginot, le secteur fortifié des Alpes-Maritimes, était subdivisée en cinq sous-secteurs : Cap-Martin se trouve dans celui le plus au sud, le « sous-secteur des Corniches », qui comprenait deux lignes successives de fortifications dont la plus puissante est appelée la « ligne principale de résistance ». 
Dans le sous-secteur des Corniches, elle se situe en retrait à cinq kilomètres de la frontière franco-italienne, le long des hauteurs bordant à l'ouest de la vallée du Careï, avec un succession d'ouvrages bétonnés, s'appuyant mutuellement avec des mitrailleuses et de l'artillerie sous casemates : les ouvrages du Col-des-Banquettes (EO 7), de Castillon (EO 8), de Sainte-Agnès (EO 9), du Col-de-Garde (EO 10), du Mont-Agel (EO 11), de Roquebrune (EO 13), de la Croupe-du-Réservoir (EO 14) et de Cap-Martin (EO 15). Ce dernier croise ses feux d'artillerie et d'infanterie avec l'ouvrage de Roquebrune à 1 800 m au nord-ouest, le tout renforcé par plusieurs blockhaus d'infanterie dans le quartier du cap Martin.
En avant de cette ligne principale, une seconde ligne a été construite pour donner l'alerte, retarder au maximum une attaque brusquée et couvrir un peu les trois communes se trouvant à l'est des ouvrages (du nord au sud Castillon, Castellar et Menton). Cette ligne est composée d'« avant-postes », qui sont beaucoup plus petits (et beaucoup moins cher) que les ouvrages de la ligne principale ; sur les  29 avant-postes alpins (AP), sept ont été construits dans le sous-secteur des Corniches. Six de ces avant-postes barrent les différents chemins descendant de la ligne de crêtes marquant la frontière : du nord au sud l'AP de la Baisse-de-Scuvion (à 1 154 m d'altitude, sous le mont Roulabre), l'AP de Pierre-Pointue (à 1 156 m), l'AP de Fascia-Founda (dans la Baisse de Faïche-Fonda, à environ 1 000 m d'altitude), l'AP de la Péna (sur le rocher de la Penna, à 727 m), l'AP de La Colletta (sur le chemin de l'Orméa, à 466 m), l'AP du Collet-du-Pillon (sur le chemin des Granges de Saint-Paul, à 400 m, aujourd'hui sous les remblais d'un terrain de sport) et l'AP de Pont-Saint-Louis (barrant la route littorale).

### Souterrains

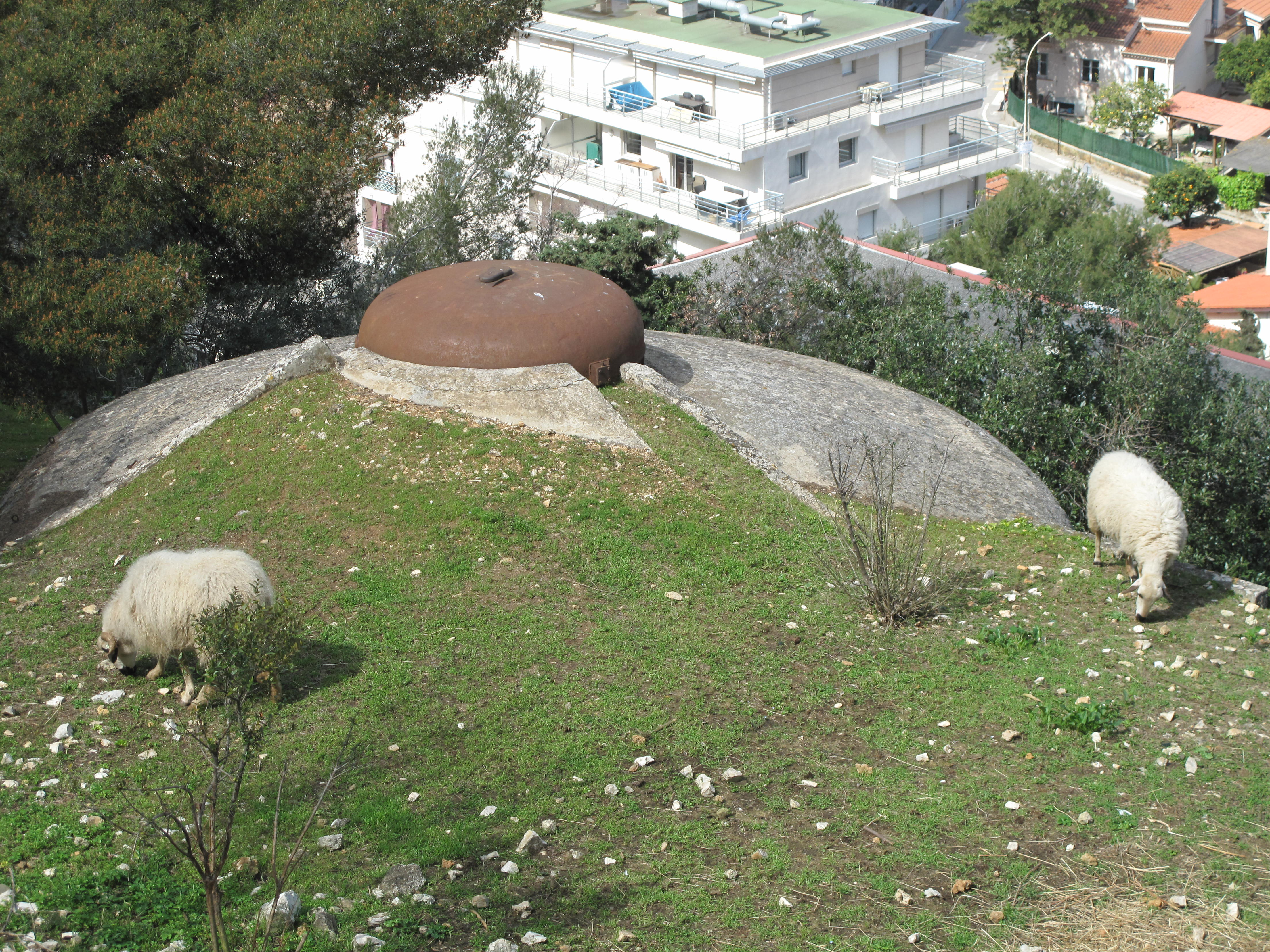
La cloche VDP du bloc 2.

Comme tous les autres ouvrages de la ligne Maginot, celui de Cap-Martin est conçu pour résister à un bombardement d'obus de très gros calibre. Les organes de soutien sont donc aménagés en souterrains, creusés au minimum sous douze mètres de roche, tandis que les organes de combat, dispersés en surface sous forme de blocs, sont protégés par d'épais cuirassements en acier et des couches de béton armé.
La caserne de temps de guerre, la salle des filtres à air, les PC, le central téléphonique, le poste de secours, la cuisine, les latrines, les magasins à munitions, les réservoirs d'eau, de gazole et de nourriture sont tous en souterrain, reliés entre eux par des galeries.
L'ouvrage était approvisionné en électricité (du 310 volts alternatif, nécessaire à l'éclairage, à la ventilation et aux monte-charges) par le réseau civil, mais en cas de coupure le relais était pris par deux groupes électrogènes (trois furent prévus, mais seulement deux furent livrés), chacun composé d'un moteurs Diesel Renault quatre cylindres de 77 ch couplé à un alternateur, complétés par un petit groupe auxiliaire (un moteur CLM 1 PJ 65, de 8 ch) servant à l'éclairage d'urgence et au démarrage pneumatique des gros moteurs, le tout installé dans l'usine souterraine de l'ouvrage. Le refroidissement des moteurs se fait par circulation d'eau. Pour les alimenter, l'usine avait quatre citernes de gazole (soit une réserve totale de 37 500 litres, de quoi tenir de deux à trois mois sans ravitaillement), deux bacs d'huile (total de 2 000 litres) et trois citernes d'eau de refroidissement (soit 48 500 litres). S'y rajoutent les quatre citernes d'eau potable (de 25 000 litres chacune).

### Blocs
En surface, trois blocs s'alignent sur un axe presque nord-sud. Chaque bloc de combat dispose d'une certaine autonomie, avec ses propres magasins à munitions (le M 3 à côté de la chambre de tir et le M 2 en bas du bloc), sa salle de repos, son PC, ainsi que son système de ventilation et de filtration de l'air. L'ensemble des blocs est ceinturé par un réseau de fils de fer barbelés, toute la zone est battue par les fusils mitrailleurs installés dans les différents créneaux et cloches, se soutenant mutuellement. L'accès à chaque façade est bloqué par un fossé diamant, qui sert aussi à recevoir les débris de béton lors des bombardements. Étant donné que les positions de mise en batterie pour de l'artillerie lourde sont rares, le niveau de protection est moins important que dans le Nord-Est (les ouvrages construits en Alsace, en Lorraine et dans le Nord). Dans le Sud-Est, les dalles des blocs font 2,5 mètres d'épaisseur (théoriquement à l'épreuve de deux coups d'obus de 300 mm), les murs exposés 2,75 m, les autres murs, les radiers et les planchers un mètre. L'intérieur des dalles et murs exposés est en plus recouvert de 5 mm de tôle pour protéger le personnel de la formation de ménisque (projection de béton à l'intérieur, aussi dangereux qu'un obus).
Le bloc 1 à l'extrémité sud sert d'entrée mixte à l'ouvrage, regroupant l'entrée du matériel, qui se fait par un pont-levis ajouré (par lequel peut entrer un petit camion) et l'entrée du personnel, par une porte blindée. L'accès se fait par un tronçon de route en tranchée. Ce bloc a la particularité d'être en puits (et non de plain-pied comme les autres ouvrages alpins) et de servir en même temps de casemate d'artillerie pour deux mortiers de 81 mm modèle 1932 (cadence de 12 à 15 coups par minute à une portée maximale de 3 600 m). Sa défense rapprochée est assurée par un créneau pour fusil mitrailleur, deux cloches GFM (pour guetteur ou fusil mitrailleur) et une cloche LG (lance-grenades). Les fusils mitrailleurs étaient chacun protégé par une trémie blindée et étanche (pour la protection contre les gaz de combat). Ils tirent la même cartouche de 7,5 mm à balle lourde (modèle 1933 D de 12,35 g au lieu de 9 g pour la modèle 1929 C). Ces FM étaient des MAC modèle 1924/1929 D, dont la portée maximale est de 3 000 mètres, avec une portée pratique de l'ordre de 600 mètres. L'alimentation du FM se fait par chargeurs droits de 25 cartouches, avec un stock de 14 000 par cloche GFM, 7 000 par FM de casemate et 1 000 pour un FM de porte ou de défense intérieure. La cadence de tir maximale est de 500 coups par minute, mais elle est normalement de 200 à 140 coups par minute,.
Le bloc 2 au milieu est une casemate d'artillerie servant de « bloc de barrage » car prévu pour du tir frontal vers Menton. Il est équipé d'un créneau pour canon-obusier de 75 mm modèle 1929 (le tube de 2,2 m de long dépasse du cuirassement ; portée maximale théorique de 12 km à la cadence de 12 à 13 coups par minute), trois créneaux chacun pour un jumelage de mitrailleuses (l'un devait être sous forme d'arme mixte avec un canon antichar de 25 mm, mais ne fut pas livré ; un autre JM assure le flanquement vers l'ouvrage de Roquebrune) et une cloche observatoire VDP (« vue directe et périscopique », couvrant Menton et la corniche italienne, indicatif O 1). La visière en béton limitait l'angle de pointage du canon, pour empêcher les tirs sur le territoire italien ; sa réparation au début de la guerre froide a fait disparaître cette particularité. Les mitrailleuses étaient des MAC modèle 1931 F, montées en jumelage (JM) pour pouvoir tirer alternativement, permettant le refroidissement des tubes. La portée maximale avec cette balle (Vo = 694 m/s) est théoriquement de 4 900 mètres (sous un angle de 45°, mais la trémie limite le pointage en hausse à 15° en casemate), la hausse est graduée jusqu'à 2 400 mètres et la portée utile est plutôt de 1 200 mètres. Les chargeurs circulaires pour cette mitrailleuse sont de 150 cartouches chacun, avec un stock de 50 000 cartouches pour chaque jumelage. La cadence de tir théorique est de 750 coups par minute, mais elle est limitée à 450 (tir de barrage, avec trois chargeurs en une minute), 150 (tir de neutralisation et d'interdiction, un chargeur par minute) ou 50 coups par minute (tir de harcèlement, le tiers d'un chargeur). Le refroidissement des tubes est accéléré par un pulvérisateur à eau ou par immersion dans un bac.
Le bloc 3 à l'extrémité nord est une casemate d'artillerie flanquant vers le nord, avec des créneaux pour deux canons-obusiers de 75 mm modèle 1929, deux mortiers de 81 mm, ainsi que deux cloches GFM. À la suite des destructions à l'explosif en 1944 par les Allemands, car il était orienté vers le nord, le béton est fissuré et une cloche a basculé.
| Armement en toiture | Armement en toiture | Armement en toiture | Armement en façade         | Armement en façade | Armement en façade |
| Cloches GFM         | cloche VDP          | Cloche LG           | Jumelages de mitrailleuses | Canons de 75 mm    | Mortiers de 81 mm  |
| ------------------- | ------------------- | ------------------- | -------------------------- | ------------------ | ------------------ |
| 4                   | 1                   | 1                   | 3                          | 3                  | 4                  |

## Histoire

### Construction et équipage
En 1927, les discours de Benito Mussolini réclamant le rattachement de Nice, de la Savoie et de la Corse, ainsi que des incidents de frontière, ont pour conséquences le retour des garnisons françaises dans les anciens forts de haute montagne, puis en 1928 le début de la construction de nouvelles fortifications : la ligne Maginot. En priorité doivent être construits dans les Alpes deux couples d'ouvrages (avec un ouvrage sur une hauteur et l'autre en contrebas, se soutenant mutuellement) : d'une part l'Agaisen et Saint-Roch barrant la route descendant du col de Tende à Sospel, d'autre part Roquebrune et Cap-Martin barrant la route du littoral. À l'origine, le projet d'ouvrage prévu au cap Martin comprenait deux tourelles, l'une pour deux canons de 75 mm, l'autre pour deux mortiers de 81 mm, mais elles furent remplacées sur les plans dès 1930 pour faire des économies et stratégiques par des tubes sous casemates en action frontale. La construction est confiée à l'entreprise Borie (qui se charge aussi des ouvrages de Sainte-Agnès, de Castillon, du Monte-Grosso, etc.) en novembre 1930. Le chantier commence dès la fin d'octobre 1930 et se termine en octobre 1933, pour un coût total de 17 millions de francs (valeur de décembre 1936), dont 1,6 million rien que pour le terrain (bien plus cher sur la côte d'Azur qu'en montagne). Pour faire des économies, les terrains avoisinants ne furent pas achetés, d'où l'absence des réseaux barbelés.
La garnison de l'ouvrage (à l'époque on parle d'équipage) est interarmes, composée de fantassins, d'artilleurs et de sapeurs. En temps de paix, elle est fournie par des unités de la 15e région militaire : le 10 avril 1934, le 5e bataillon du 3e régiment d'infanterie alpine (le 3e RIA) est créé pour fournir les équipages du sous-secteur, avec garnison à Nice. En octobre 1935, le bataillon est renommé en 76e bataillon alpin de forteresse (le 76e BAF), dépendant de la 58e demi-brigade alpine de forteresse (la 58e DBAF), cette dernière ayant la charge de tous les ouvrages du secteur fortifié des Alpes-Maritimes. Les artilleurs sont depuis avril 1935 ceux du Ier groupe du 157e régiment d'artillerie à pied (157e RAP), renommé en octobre 1938 157e régiment d'artillerie de position, tandis que les sapeurs sont issus des 7e (pour les électromécaniciens) et 28e (pour les télégraphistes) régiments du génie.
Lors de la mise sur pied de guerre d'août 1939, l'application du plan de mobilisation fait gonfler les effectifs avec l'arrivée des réservistes (des frontaliers et des Niçois) et entraine le triplement des bataillons les 24 et 25 août : la 2e compagnie du 76e BAF donne naissance au 96e BAF, au sein de la 58e DBAF. Ce 96e BAF a la charge du quartier Menton, c'est-à-dire les ouvrages de Roquebrune, de la Croupe-du-Réservoir et de Cap-Martin, ainsi que les avant-postes de Collet-du-Pilon et de Pont-Saint-Louis. Les artilleurs sont désormais ceux de la 11e batterie du 157e RAP (créé autour des Ier et IVe groupes du 157e RAP), tandis que les sapeurs sont regroupés depuis le 27 août 1939 dans le 215e bataillon du génie de forteresse (commun à tout le secteur). Pour l'ouvrage de Cap-Martin, l'équipage total est de 353 soldats et sous-officiers, encadrés par sept officiers.

### Combats de 1940
Le royaume d'Italie déclare la guerre à la République française et au Royaume-Uni le 10 juin 1940. Le mauvais temps retarde l'attaque quelques jours ; les opérations commencent le 14 juin, avec le franchissement des différents points de passage frontaliers. Le premier ouvrage à ouvrir le feu est celui du Cap-Martin, dès 5 h 7, sur ordre du sous-secteur pour soutenir la ligne des avant-postes : le bloc 2 envoie une rafale de huit obus de 75 mm devant l'avant-poste de Pont-Saint-Louis. Le littoral redevient calme.
Le 20 juin à 8 h 15, l'avant-poste de Pont-Saint-Louis est attaqué, car il bloque la route littorale par ses tirs. L'avant-poste prévient l'ouvrage du Cap-Martin, qui déclenche son tir d'arrêt, les obus arrivant dès 8 h 16. Toujours le 20 juin, l'ouvrage est bombardé de 9 h 30 à 11 h avec une centaine d'obus italiens. En début d'après-midi, l'observatoire de Roquebrune aperçoit une batterie sur voie ferrée. Il s'agit d'un des trains blindés italiens (Treni armati della Regia Marina) dépendants de la marine italienne et basés à La Spezia : ils tirent avec chacun quatre canons de 120 mm (it) à partir de la ligne ferroviaire près du cap Mortola. Le 21 juin, l'ouvrage est de nouveau bombardé, ce qui n'empêche pas les tirs d'arrêt en soutien de l'avant-poste. L'un des trains est de nouveau repéré le 22 juin au matin alors qu'il tire de nouveau sur Cap-Martin : l'artillerie de soutien française exécute un tir de contre-batterie à 9 h 20, mais rate de 50 m l'objectif qui se réfugie dans un des tunnels. L'observatoire du Cap-Martin surveille désormais la sortie du tunnel de la Mortola, en communication directe avec la tourelle de l'ouvrage du Mont-Agel. À 10 h 10, le train sort et les artilleurs sont prévenus ; à partir de 10 h 12, 144 obus de 75 mm tombent en quatre minutes, détruisant trois canons italiens et tuant une partie du personnel. Le 23 juin, un autre train italien se fait arroser au même endroit par une batterie de 155 mm.
Le 23 juin, les troupes italiennes pénètrent dans Menton (la population civile a été évacuée dès le 3 juin) en passant par les chemins de l'arrière-pays et la voie ferrée. À 17 h 50, l'artillerie du Cap-Martin (y compris les mortiers), Roquebrune, Mont-Agel et Sainte-Agnès tirent sur Menton. Vers 18 h, les observateurs (trompés par le brouillard et la pluie) signalent à tort des Italiens s'approchant de la ligne de défense : les jumelages de mitrailleuses du Cap-Martin et de Roquebrune déclenchent une feu croisé, renforcé par les tirs d'artillerie de tous les ouvrages et batteries à portée (y compris les trois batteries de 155 mm du IIe groupe du 157e RAP). Le 24, Cap-Martin continue de tirer sur les Italiens se trouvant dans Menton, jusqu'à l'entrée en application de l'armistice entre l'Italie et la France le 25 juin à 0 h 35.
Du 14 au 25 juin 1940, l'ouvrage a tiré 893 obus de 75 mm et 1 095 obus de 81 mm. L'ouvrage a été bombardé pendant les cinq derniers jours, recevant environ 1 500 obus, avec un pic de densité le 23 juin (300 obus en 45 minutes), ravageant les villas voisines. Le bloc 2 a plusieurs impacts, creusant un peu de béton ; un obus a même frappé le tube du canon de 75 mm, sans dégât.

### Occupation et libération

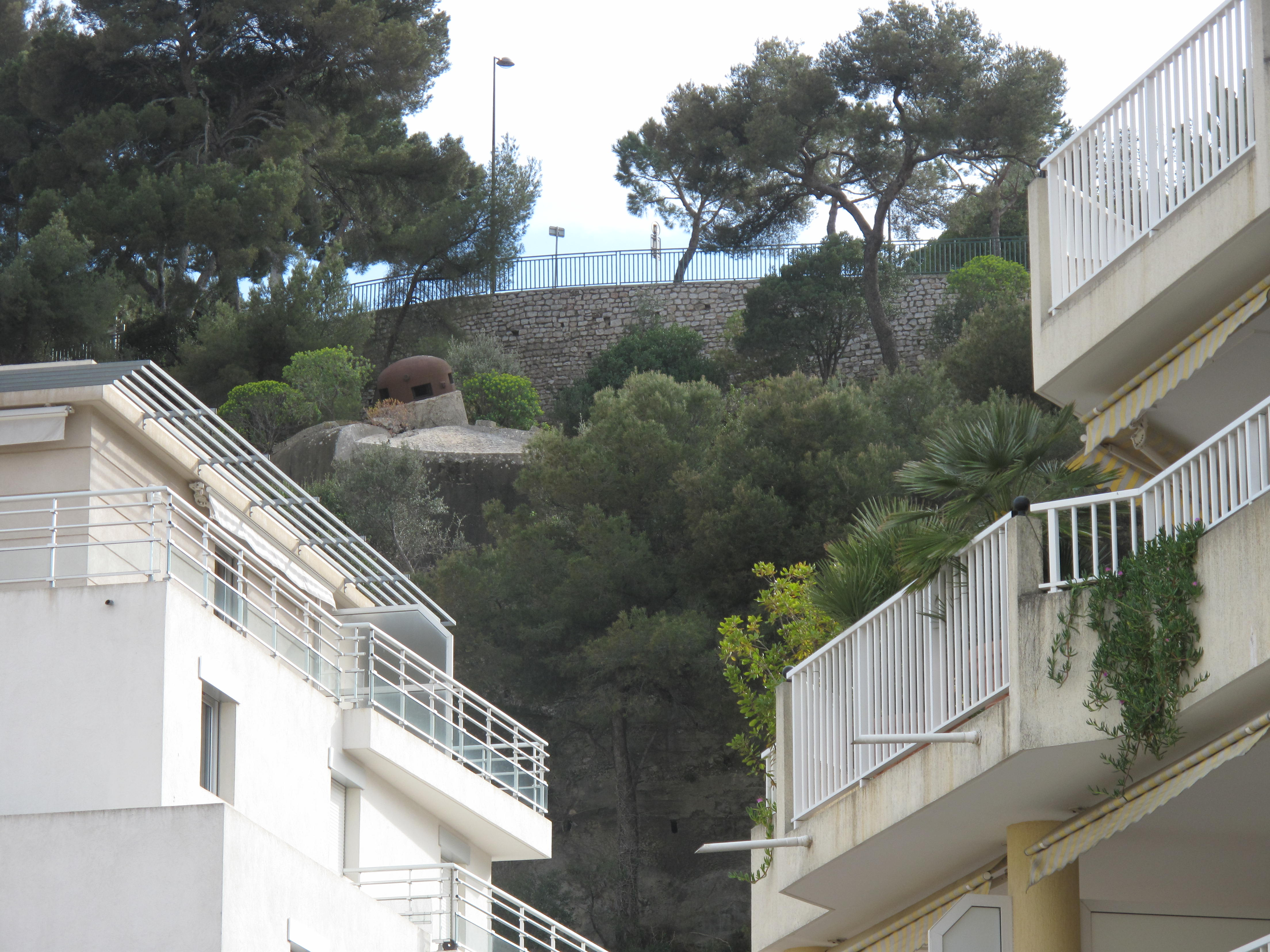
Vue du bloc 3 depuis le contrebas : on voit la cloche GFM soulevée par l'explosion de 1944.

La garnison française évacue l'ouvrage pendant les premiers jours de juillet, la partie alpine de la ligne Maginot se trouvant intégralement dans la zone démilitarisée en avant de la petite zone d'occupation italienne (Menton est occupée, quasi annexée). En novembre 1942, l'occupation italienne s'étend jusqu'au Rhône (invasion de la zone libre), puis le 8 septembre 1943, les troupes allemandes remplacent celles italiennes (conséquence de l'armistice de Cassibile), jusqu'à l'arrivée des forces américaines le 6 septembre 1944 (après le débarquement de Provence). Les Allemands firent exploser les blocs 2 et 3 pour éviter qu'ils puissent leur tirer dessus.

Après-guerre, le bloc 2 fut reconstruit, mais pas le 3. L'armée a assuré l'entretien jusqu'aux années 1970 ; il fut abandonné et pillé jusqu'en 1998, jusqu'à ce que l'association AMICORF prenne en charge sa mise en valeur.

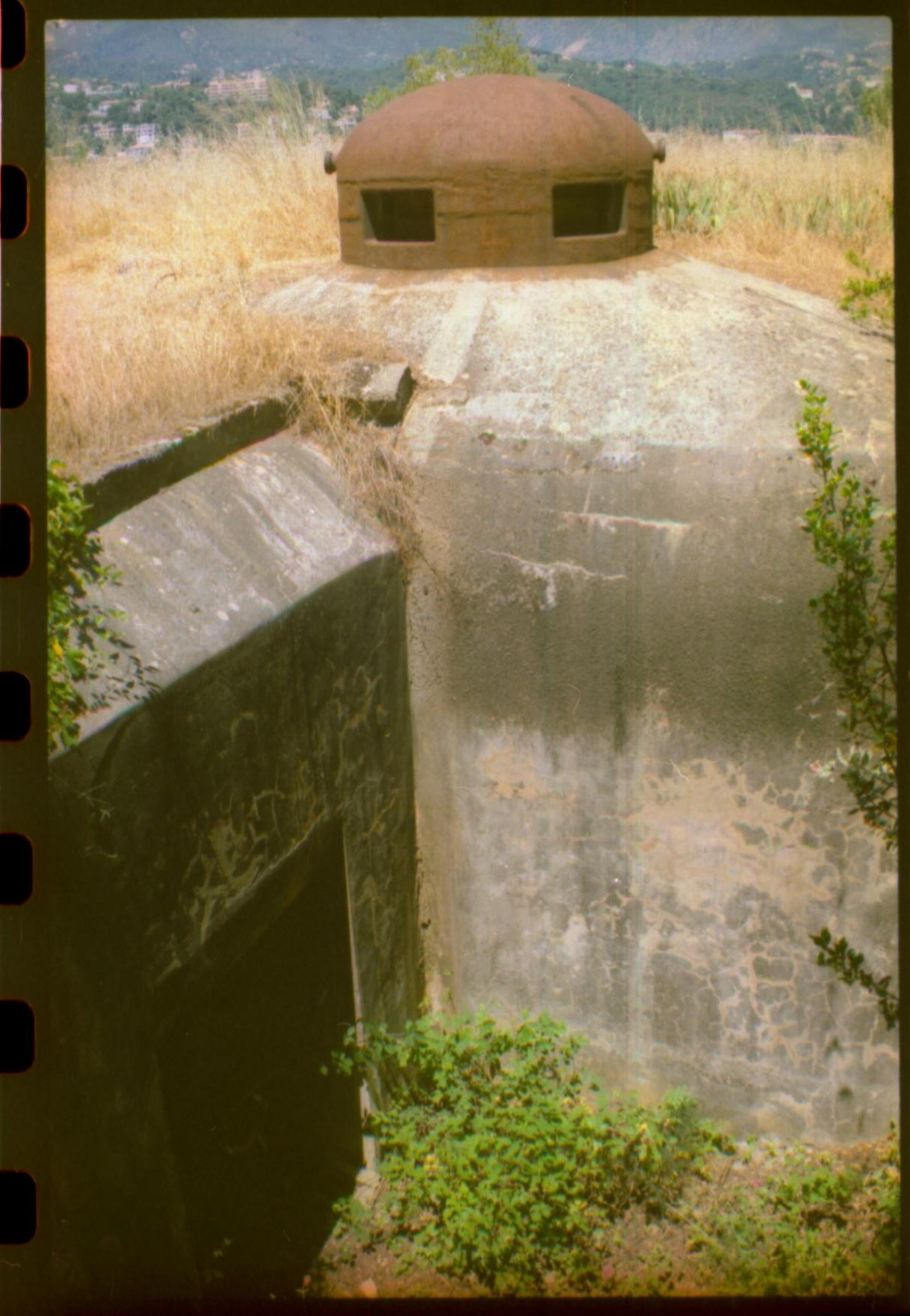
l'une des 2 cloches GFM du bloc 1 en 1989

### État actuel
L'ouvrage est entretenu par l'association AMICORF de Menton, fondée en 1994. Des visites sont organisées par l'AMICORF tous les weekends et le mercredi en été.